# 環球飛行
環球飛行是指一種旅遊，由出發地向一個方向，圍繞地球繞一圈，再返回出發地。
現時，不是太多航空公司提供此類型的機票，主要是因為消費者對此類機票的需求甚低，而且亦受到郵輪的競爭。